# Чотирикратна взаємодія
Чотирикратну взаємодію представляють у вигляді потенціального доданку {\displaystyle -{\frac {\lambda }{4!}}\phi ^{4}}, що додається до лагранжіана, де φ — скалярне поле, що задовольняє рівняння Клейна — Ґордона. Константа зв'язку λ в 4-вимірному просторі-часі безрозмірна. Далі в статті використовується метрика Мінковського з сигнатурою (+ — — -).

## Лагранжіан
Лагранжіан дійсного скалярного поля записують у вигляді:
{\displaystyle {\mathcal {L}}={\frac {1}{2}}\partial ^{\mu }\phi \partial _{\mu }\phi -{\frac {m^{2}}{2}}\phi ^{2}-{\frac {\lambda }{4!}}\phi ^{4}.}
Для копмлексного поля:
{\displaystyle {\mathcal {L}}=\partial ^{\mu }\phi ^{*}\partial _{\mu }\phi -m^{2}\phi ^{*}\phi -{\frac {\lambda }{4}}(\phi ^{*}\phi )^{2}.}
Для N дійсних скалярних полів можна отримати φ4-модель з глобальною SO(N)-симетрією:
{\displaystyle {\mathcal {L}}={\frac {1}{2}}\partial ^{\mu }\phi _{a}\partial _{\mu }\phi _{a}-{\frac {m^{2}}{2}}\phi _{a}\phi _{a}-{\frac {\lambda }{8}}(\phi _{a}\phi _{a})^{2}.}
Виконуючи продовження комплексного поля на дійсну та уявну частини можна показати еквівалентність до SO(2)-моделі дійсного скалярного поля.
У всіх вищезазначених моделях константа зв'язку λ повинна бути дійсною та додатньою. Дійсною для забезпечення унітарності. А додатньою для того, щоб існувала нижня границя енергії, тобто, щоб існував стабільний вакуум. В 4-вимірному просторі φ4-теорії мають полюси Ландау. Це означає, що без обрізання на великих масштабах енергії ренормалізація робитиме теорії тривіальною.

## Ренормалізація
Інтеграли над довільним моментами, так звані петлеві інтеграли, згідно діаграми Фейнмана, розходяться. Це залежить від ренормалізації, що являє собою процедуру додавання до лагранжіана збіжних контр-членів таким чином, що діаграми, побудовані з вихідного лагранжіана та контр-членів, є фінітними. Масштаб ренормалізації повинен бути відображеним в процесі і константа взаємодії та маса стають від нього залежними. Це саме та залежність, що призводить до появи, вже згаданих вище, полюсів Ландау і вимагає, щоб обрізання зберігало скінченність. Проте, якщо обрізання дозволяє нескінченність, полюс Ландау буде лише тоді, коли константа ренормування прямує до нуля, роблячи теорію тривіальною.

## Спонтанне порушення симетрії
Цікава ситуація виникає, коли квадрат маси m2 від'ємний, а λ додатне. В такому випадку вакуум складається з двох станів з найнижчою енергією, кожен з яких спонтанно порушує Z2 симетрію вихідної теорії. Це призводить до виникнення цікавих колективних станів типу доменних стін. В O(2)-теорії вакууми можуть лежати на колі і вибір одного з них спонтанно порушуватиме O(2)-теорію. Неперервно порушена симетрія призводить до виникнення Ґолдстоунівських бозонів. Цей варіант спонтанного порушення симетрії є суттєвою складовою механізму Хіггса.